# Boechera goodrichii
Boechera goodrichii är en korsblommig växtart som först beskrevs av Stanley Larson Welsh, och fick sitt nu gällande namn av Noel Herman Holmgren. Boechera goodrichii ingår i släktet indiantravar, och familjen korsblommiga växter. Inga underarter finns listade i Catalogue of Life.